# وایکینگ‌ها

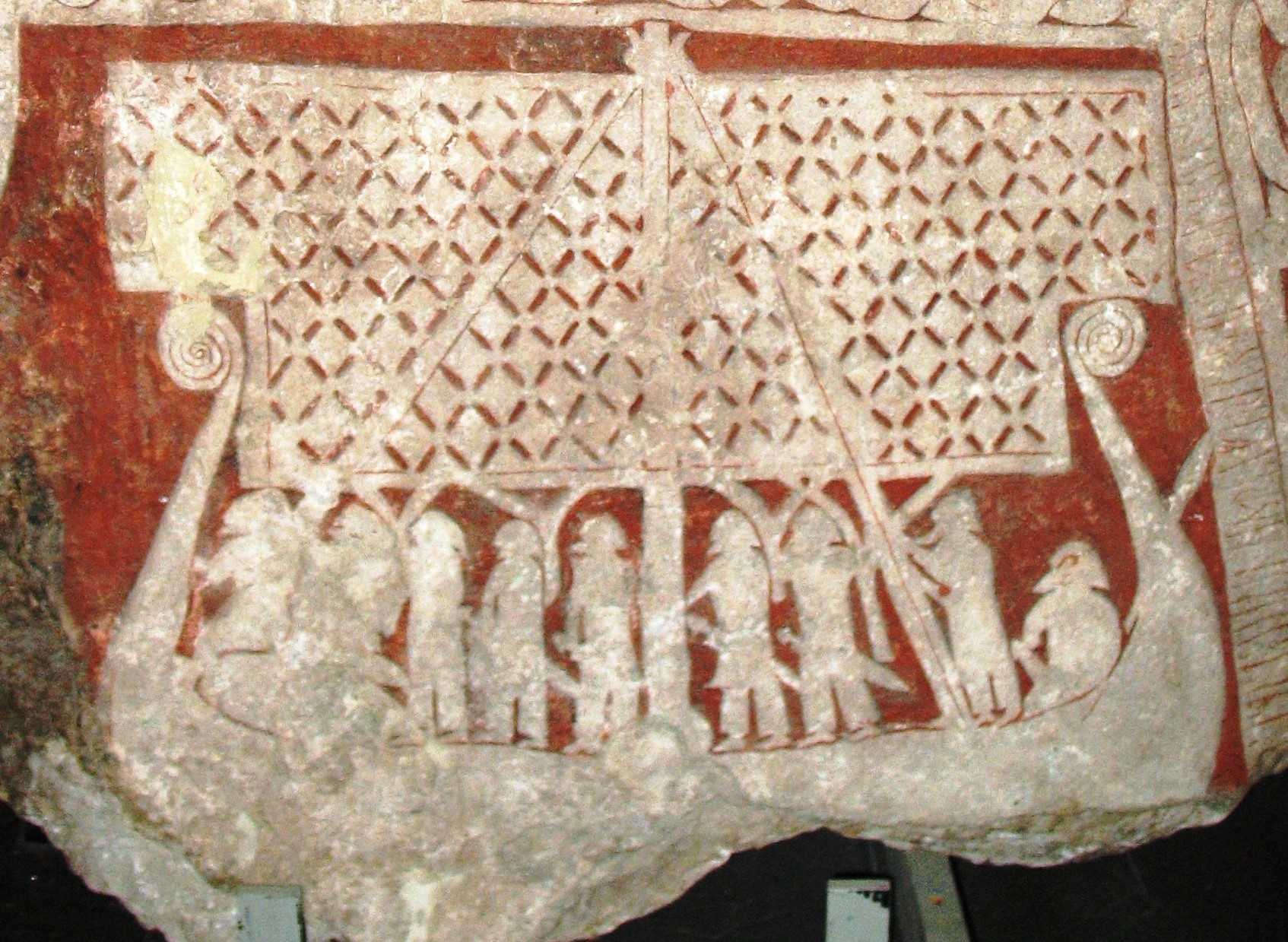
تصویری از دوران وایکینگ‌ها از سنگ نگاره Tjängvide، در گوتلاند.

وایکینگ‌ها، دریانوردانی از جنوب اسکاندیناوی بودند که به زبان نورس باستان صحبت می‌کردند. آن‌ها با اروپای شمالی رابطه تجاری داشتند. این رابطه در یک منطقه وسیع شمالی، مرکزی، شرقی و غربی اروپا بین اواخر سده هشتم تا یازدهم میلادی صورت گرفت.

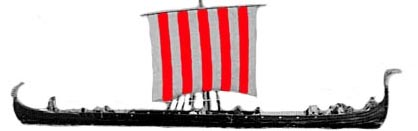
کشتی وایکینگ‌ها

نورس‌ها دسته‌ای از ژرمن‌ها بودند که نیاکانشان از دانمارک و دریاهای اسکاگراک و کاتگات گذر کرده و در سوئد و نروژ ساکن شده بودند.
واژة Viking مأخوذ از لغت Vik است که در زبان نورس قدیم «خلیج» یا «آبگیر» معنی می‌داد. «ویک» به این معنی در اعلام بسیاری دیده می‌شود، از آن جمله است: نارویک، شلسویگ، ریکیاویک، برویک، ویکلو، و امثال آن. وایکینگ به کسی گفته می‌شد که بر اراضی مجاور خلیجها هجوم می‌برد. غرض ما از «تمدن وایکینگ» فرهنگ اقوام اسکاندیناوی است در «عصر وایکینگ» ـ که از ۷۰۰ میلادی آغاز و به ۱۱۰۰ میلادی ختم می‌شود.
بین سال‌های ۸۰۰ تا ۱۰۵۰ میلادی برای سه سده، جنگجویان وایکینگ با کشتی‌های طَویل خود اروپا را به هراس افکنده بودند. آن‌ها از اسکاندیناوی در جستجوی نقره، برده و زمین راهی سفرهای دریایی شدند. برخی از آن‌ها به بریتانیا و فرانسه و برخی دیگر به روسیه و رودهای دوردست آسیا یورش بردند. وایکینگ‌ها کاشفان و دریانوردان دلیر و شجاعی بودند، آن‌ها با بی‌باکی از میان امواج خروشان اقیانوس اطلس گذر کرده و ایسلند، گرینلند و قاره آمریکا را ۵ قرن پیش از کریستف کلمب کشف کردند. در حدود سال ۱۰۰۰ میلادی وایکینگ‌ها از جزایر بریتانیا به سمت گرینلند رفته، یک مستعمره ایجاد کردند و سپس به لابرادور، بافین و در نهایت به نیوفاندلند رفتند و در آنجا مستعمره‌ای به نام واینلند (به معنای سرزمین شراب) تأسیس کردند و از آن پایگاه در امتداد سواحل آمریکای شمالی حرکت کردند و گیاهان، جانوران و مردم بومی را مشاهده و با آنها مراوده کردند.
اگرچه وایکینگ‌ها هرگز به آمریکا بازنگشتند اما سایر اروپایی‌ها از دستاوردهای آنها باخبر شدند و مجذوب داستان‌های کشف «دنیای جدید» توسط وایکینگ‌های ترسناک شده بودند، اما وایکینگ‌ها فاقد منابع کافی برای دنبال کردن مسیر اکتشاف خود بودند. در هر صورت تجارت آنها همچنان مانند صدها سال حول دریای مدیترانه پابرجا ماند.

## تاریخ

### اکتشافات
جستجوگران وایکینگ برای یافتن سرزمین‌های تازه، به درون آب‌های خروشان اقیانوس اطلس شمالی رفتند. بیشتر آن‌ها از نروژ بودند جایی که دره‌های آن زیستگاه مردم بسیاری شده بود و دارای زمین‌های کشاورزی بسیار کمی بود. در میان سال‌های ۸۰۰ میلادی و ۱۰۰۱ میلادی آن‌ها جزایر فارو، ایسلند، گرینلند و وینلند را یافتند. دیری نپایید که خیل کشتی‌های پر از کوچندگان و کاشفان آنها به آنجا سرازیر شدند. اما از آنجا که در آن روزگار سفرهای دریایی از ایمنی چندانی برخوردار نبود کشتی‌های زیادی در طوفان گم شدند و هرگز به آنجا نرسیدند.
ایسلند
وایکینگ‌های نروژی، ایسلند را نزدیک سال ۸۷۰ یافتند. اگر باد همسو می‌وزید دریانوردان می‌توانستند پس از یک سفر هفت روزه از نروژ به آنجا برسند. تا پیش از سال ۹۳۰ میلادی ده هزار وایکینگ در ایسلند می‌زیستند.
گرینلند
گرینلند نیز به وسیله وایکینگ‌های نروژی در حالی که راه خود را در طوفان گم کرده بودند، شناسایی شد. اریک سرخ سرکرده‌ای که به جرم قتل ناچار شد از ایسلند برود در سال ۹۸۵–۹۸۴ میلادی کرانه‌های گرینلند را یافت. او برای برانگیختن مردم ایسلند برای زندگی در آنجا نام «گرینلند» (سرزمین سبز) را بر آن نهاد. دو گروه کوچک وایکینگ‌ها برای زمانی نزدیک به ۴۰۰ سال از راه کشاورزی، شکار گوزن و خوک آبی، توانستند در آنجا پایدار بمانند اما در یک بازه زمانی، پس از ۱۴۱۰ میلادی بیشترشان از بین رفتند.
آمریکا

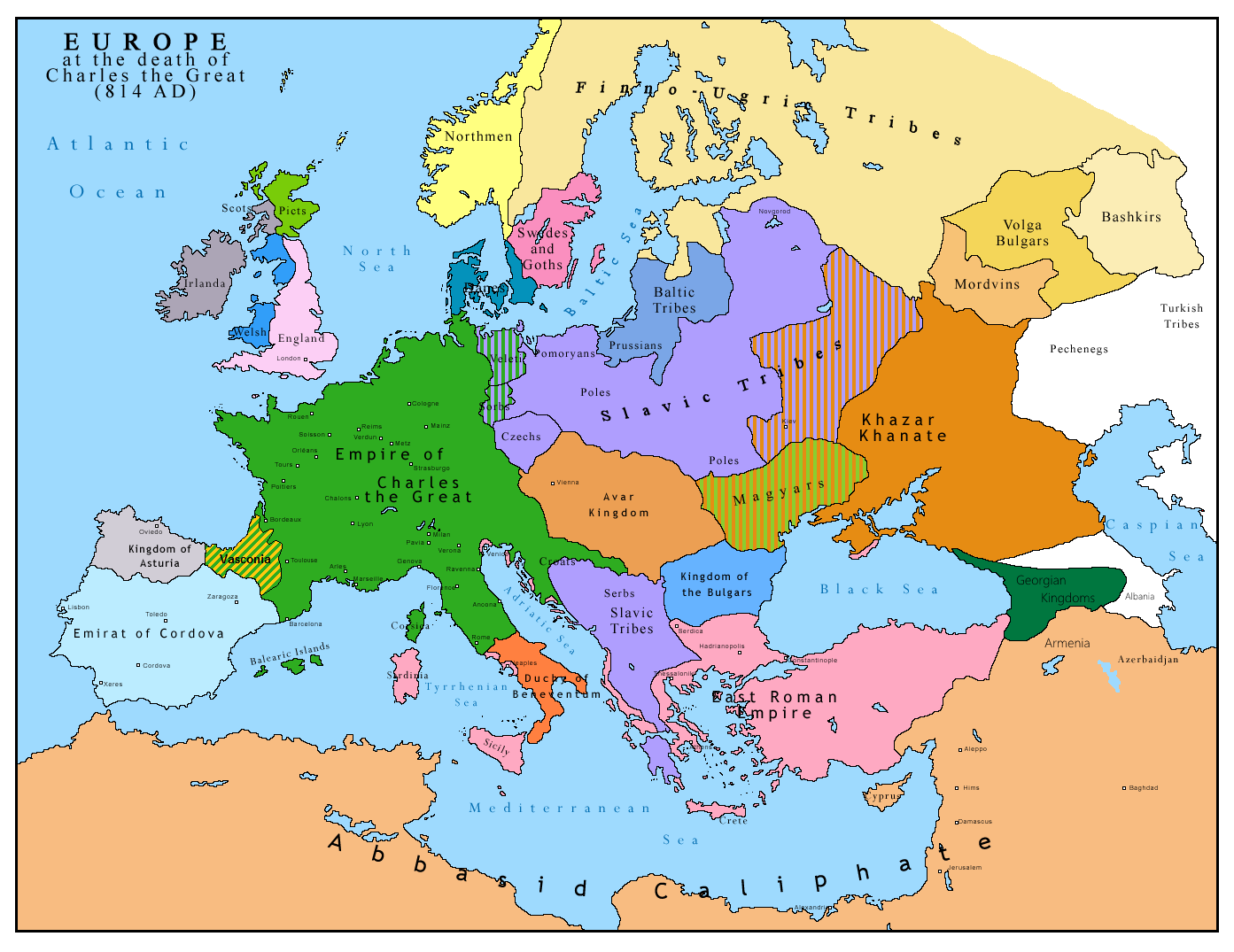
اروپا در سال ۸۱۴ میلادی

لیف اریکسون مشهور به لیف خوش شانس پسر اریک سرخ در سال ۹۸۶ میلادی هنگامی که گرفتار طوفان شده بود با گم کردن راه، به سوی غرب گرینلند رفت. هنگامی که قدم در نیوفاندلند گذاشت نخستین اروپایی نام گرفت که در خاک قاره آمریکا گام می‌نهاد. او این سرزمین را برای انگور فراوان و توت‌های بزرگ و خودرویی که در آنجا یافت می‌شد وینلند نامید که به معنی سرزمین شراب است. او همچنان در طول کرانه دریا به پیش رفت و سرزمین‌های مارکلند (سرزمین جنگلی) و هلولند (سرزمین سنگ‌ها) را یافت. چنین بر می‌آید که این دو سرزمین جزایر «لابرادور» و «بافین» بوده‌اند. در سال‌های پسین، وایکینگ‌ها و کوچندگان دیگری به وینلند آمدند اما برای زمان درازی در آنجا نماندند.

### یورش به سرزمین‌های دیگر

#### دلایل و انگیزه‌ها
برای تهاجم وایکینگ‌ها به سرزمین‌های دیگر سه دلیل عمده برشمرده شده است. نخست این که افزایش جمعیت موجب بروز ازدحام در سرزمین مادری و در نتیجه کمبود منابع محدود همچون زمین جهت کشاورزی و دام‌پروری شده بود. دوم غنائم حاصل از حملات غارت‌گرانه به سرزمین‌های دیگر با تأمین مخارج، امکان حفظ شیوه پیشین زندگی برای حاکمان جهت اعطای هدایا به نزدیکان به سبب حیثیت‌آفرینی برای خود را فراهم می‌ساخت. در نهایت دلیل سوم این که برای محکومان به سنت اخراج افراد از محل سکونت خود، دیگر یافتن زمین خالی از سکنه یا پناهگاه دیگری درون سرزمین مادری جهت استقرار، سخت‌تر از قبل شده بود. همین دلایل موجب اقدام برای بهبود طراحی قایق‌های این مردمان جهت دست یافتن به سرزمین‌های دورتر شد.
به هر صورت پادشاهان وایکینگ‌ها نظر چندان مساعدی نسبت به این اردوکشی‌ها به سرزمین‌های خارجی نداشتند؛ چرا که این سرزمین‌ها به مامنی برای قانون‌شکنان و منبعی برای پر و بال گرفتن آن‌ها بدل می‌شدند. از این رو گفته می‌شود اسون پس از رسیدن به قدرت در نروژ، حمله به سرزمین‌های خارجی را ممنوع کرد.

#### یورش‌ها
وایکینگ‌ها یورش خود را به سرزمین‌های غربی از حوالی سال ۸۰۰ میلادی آغاز کردند و اروپا را در سایه‌ای از ترس فرو بردند. این یورش‌ها تا کرانه‌های اقیانوس اطلس و سواحل اسپانیا گسترش یافت. اروپایی‌های تهی‌دست و کشاورز نمی‌توانستند در برابر آن‌ها پایداری کنند چرا که در سرتاسر اروپا پادشاهی‌های کوچک سر برآورده بودند و امپراتوری فرانک در حال گسستگی و درگیر جنگ‌های داخلی بود و شرایط اروپا با نظام فئودالی آن آمادگی مقابله با غارتگران را نداشت.

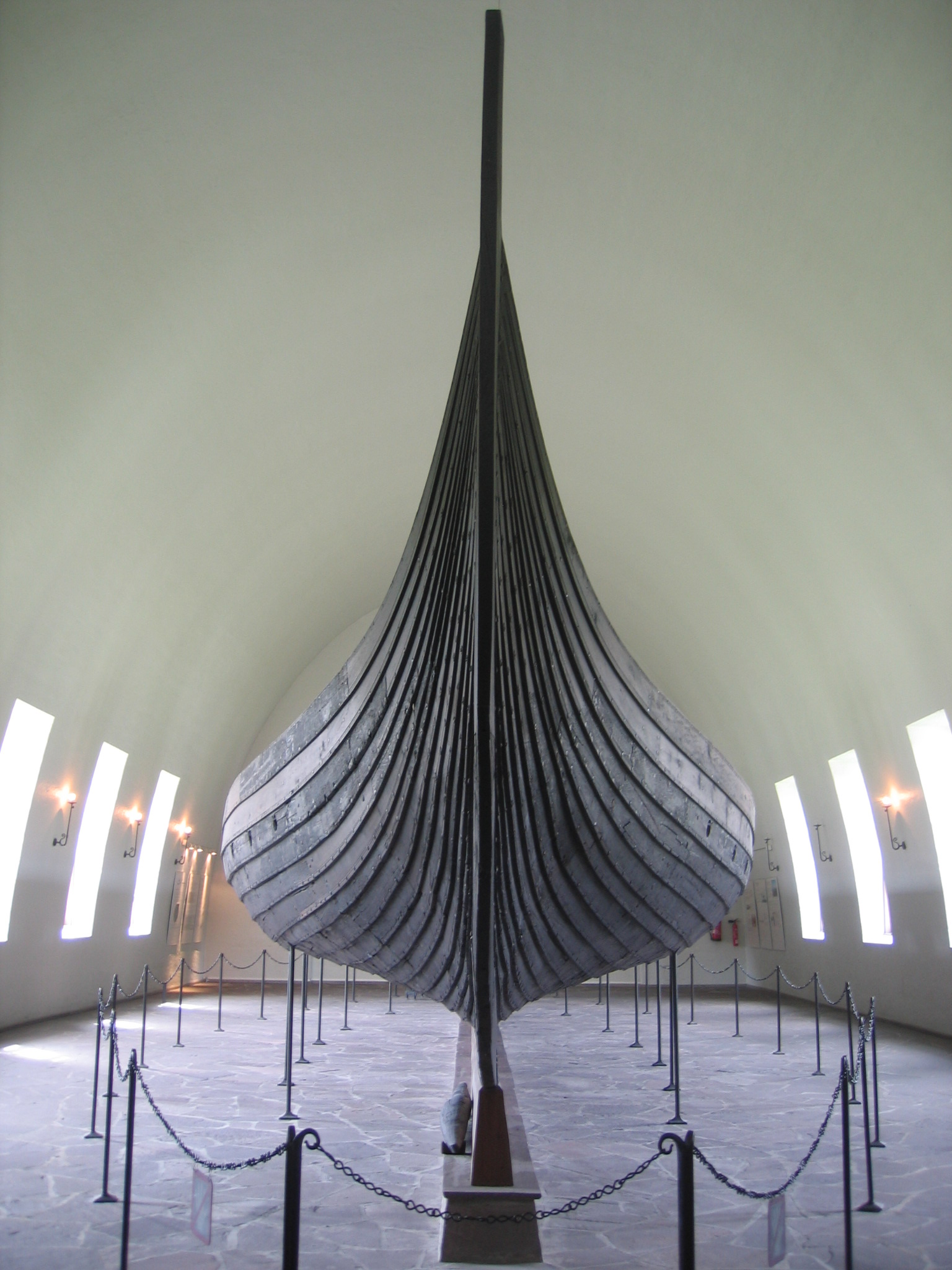
نمایی از کشتی وایکینگ‌ها در اسلو، نروژ

| گاهشمار |                                                     |
| ۷۹۳     | یورش وایکینگ‌ها به صومعه لیندیسفارن                  |
| ۷۹۵     | آغاز حملات به ایرلند (اینیشموری)                    |
| ۷۹۹     | آغاز حمله به امپراتوری فرانک‌ها                      |
| ۸۳۰     | یورشی تازه به انگلستان                              |
| ۸۴۰     | نخستین اردوی زمستانی وایکینگ‌ها در امپراتوری فرانک   |
| ۸۴۴     | یورش وایکینگ‌ها به اسپانیا                           |
| ۸۵۶/۵۷  | غارت پاریس                                          |
| ۸۶۶     | سرور بزرگ وایکینگ‌ها وارد پادشاهی آنگلیای شرقی می‌شود |
| ۸۷۸     | تأسیس منطقه قانونی دانمارکی (دِین‌لاؤ)                |
| ۹۱۱     | بنیان دوک‌نشین نورماندی توسط رولو                    |
|         | نخستین مالیات دانمارکی (دِین‌گِلد) گرفته‌شد             |
| ۹۱۴     | فتح برتانی به‌دست وایکینگ‌ها                          |
| ۹۸۰     | تاخت‌وتاز جدید به انگلستان                           |
| ۱۰۶۶    | پایان عصر وایکینگ‌ها (نبرد هستینگز)                  |

### وایکینگ‌ها در گذر تاریخ
با آنکه وایکینگ‌های سده‌های میانه هیچ همانندی رفتاری با وایکینگ‌های سده نهم ندارند اما هنوز هم در بسیاری از فیلم‌ها و داستان‌ها از این مردم، نمایی ددمنشانه نمایش داده می‌شود. پژوهش‌های باستان شناسان به روشنی نشان می‌دهد که این‌گونه نبوده است. برای بسیاری از وایکینگ‌ها راه گذران زندگی نه تنها دزدی و چپاول نبوده بلکه از راه پیشه‌هایی مانند کشاورزی و ماهی‌گیری بوده است. از بررسی ابزاری که باستان شناسان یافته‌اند نمایان شده که آن‌ها در زندگی روزمره خود از داس، نیزه‌های ماهی‌گیری، بیل، کلنگ، گاوآهن و… بهره می‌گرفتند که همه ابزار کشاورزی بودند و هنگامی که این ابزار را در کنار دیگر گواه‌های تاریخی می‌گذاریم به خوبی روشن می‌شود که وایکینگ‌ها کشاورزان و ماهی‌گیران پیشرفته بوده‌اند.
آنها با بهره گرفتن از درخت‌های جنگل‌های اسکاندیناوی، کشتی‌های بزرگ و نامور خود را می‌ساختند و با کمک آن‌ها به بازرگانی با کشورهای همسایه یا دیگر کشورهای اروپایی و بخش‌هایی از آسیا می‌پرداختند. وایکینگ‌ها توانایی ویژه‌ای در ابزارسازی با آهن داشتند و از آن برای ساخت ابزار کار و نبرد بهره می‌جستند. آن‌ها با دادوستد این کالاها، با طلا و گوهره‌های اروپایی برای خود زیورآلات می‌ساختند.
بیشتر خانه‌ها از چوب و سنگ درست می‌شدند. توانایی وایکینگ‌ها در ساخت دژهای پایدار با ساختمایه‌های گفته شده سبب برتری آن‌ها بر اروپایی‌ها بود.

پراکندگی وایکینگ‌ها

وایکینگ‌ها مردمانی جهانگرد و جستجوگر بودند. کشتی‌های آن‌ها که بیشتر مانند قایق‌های باریک بزرگ بود و این توانایی را داشت که در سخت‌ترین دگرگونی‌های آب و هوایی دریا مانند باران و توفان تاب بیاورند. آن‌ها از کرانه‌های سوئد دریانوردی و ماهی‌گیری می‌کردند تا رودهای خاور اروپا که به دریای سیاه می‌رسید و همچنین سرزمین‌های خاوری‌تر مانند خاورمیانه. وجود نقش «الله» و «علی» بر روی لباس‌های ابریشمی یا انگشتر وایکینگ‌های مناطق بیرکا و گاملا در اوپسالا شواهدی قطعی از ارتباط وایکینگ‌ها با مردم ایران و چین است. نام‌های «الله و علی» به خط کوفی روی این پارچه‌ها همیشه در کنار هم قرار دارند. ممکن است بعضی از این قبرها متعلق به مسلمانان باشد اما به احتمال زیاد این کشفیات نشان می‌دهند که وایکینگ‌ها تحت تأثیر اندیشه اسلامی از جمله زندگی ابدی در بهشت این لباس‌ها را به تن مرده‌های خود می‌کردند.
پیوند مردمان ژرمن تبار و جهان ایرانی میان تیره‌های شمالی ژرمن‌ها، وایکینگ‌ها، به گونه ویژه‌ای در دوران ایران پس از اسلام پابرجا بود. شمشیر نامی وایکینگ «اولفبرت» به‌راستی با ایران در پیوند است. فردریک کارپنتیر لیونگ کویست از دانشگاه استکهلم سوئد که دربارهٔ راه بازرگانی رود ولگا پژوهش کرده است از کشتی‌رانی وایکینگ‌ها از دریچه مالاران سوئد به بندرهای شمالی ایران در سال‌های ۸۰۰ تا میانه ۱۰۰۰ میلادی چنین یاد می‌کند: «بسیار گمان می‌رود که پولاد به‌کاررفته در شمشیرهای اولفبرت از ایران آمده باشد، من می‌پندارم که آنها این پولاد ایرانی را با پیوندهای دوستانه بازرگانی و دادن پوست خز و دیگر کالاهای شمالی گرفته و با کشتی‌های کوچک رودخانه‌ای برده‌اند».
هنگامی‌که ایران ساسانی با تازش تازیان در حال فروپاشی بود (سده ۷ میلادی)، پایداری در برابر تازیان در شمال ایران همچنان ادامه یافت و فناوری متالوژی در این پایداری کارساز بود که برای وایکینگ‌های بازرگان که از راه رود ولگا به شمال ایران می‌رفتند سودمند بود، البته این وایکینگ‌ها پیش از این در روزگار ساسانیان نیز با ایران در پیوند بودند. گویا در سال‌های پایانی ساسانیان وایکینگ‌ها استفاده از کلاه‌خودهای چندتکه را آغاز کردند. همانند کلاه‌خود خسروپرویز آن‌چنان‌که در سنگ‌نگاره تاق بستان کرمانشاه سوار بر اسب برگستوان پوشیده خود، شبدیز، دیده می‌شود. آن‌گونه که پیتر کاکس یادآوری می‌کند، «همانندی بسیار درخور توجهی میان کلاه‌خود شاه سراپا زره‌پوش ساسانی، خسروپرویز در سنگ‌نگاره تاق بستان با کلاه‌خود سنگ‌نگاره‌های اسکاندیناوی آرامگاه‌های وندل و والزگارد در سوئد دیده می‌شود».
شاید چشمگیرترین یافته، یافته‌های نوین از ابریشم ایرانی در کشتی‌های بازرگانی وایکینگ‌ها باشد. ماریان ودلر دانشیار موزه تاریخ فرهنگ وابسته به دانشگاه اسلو در نروژ می‌گوید که میزان ابریشم وارداتی نروژ از ایران با توجه به میزان ابریشم یافت شده در کشتی‌های بازرگانی وایکینگ‌ها بسیار بیشتر از واردات این کالا از کنستانتینپول بوده است. بسیاری از ابریشم‌های یافت شده از وایکینگ‌ها دارای نقش‌مایه‌های شاهنشاهی ایران هستند. پارچه‌ای ابریشمی که به روش پیشرفته «سامیتا» بافته شده است دارای نگاره‌های دینی ایران پیش از اسلام است.

## آیین
وایکینگ‌ها یکی از آخرین ملت‌های ساکن اروپا بودند که همچنان بر مذهب چندخدایی بودند. ساختار اجتماعی در میان قبایل نورس مانند دیگر جاها بر پایه بسامانی خانوادگی، همکاری بازرگانی و باورهای آیینی استوار بود. در یکی از سروده‌های رزمنامه بیوولف چنین آمده است: «در نهاد آن کس که خوب می‌اندیشد هیچ چیزی توان آن را ندارد که آتش خویشاوندی را فرونشاند». نورس‌ها نام خانوادگی نداشتند و هر پسری نام پدر را بر سر نام خود می‌افزود.
اسکاندیناوی‌ها، سال‌ها پیش از اینکه آیین مسیحیت بدانان برسد هنگام نامگذاری یک نوزاد، به نشانه آمدن به جرگه خانواده بر روی او آب می‌ریختند.

## فرهنگ و اجتماع

### تعلیم و تربیت
تعلیم و تربیت به فراخور نیازهای اجتماعی آموزه‌هایی کاربردی داشت. دختران راه و روش خانه‌داری و کارهایی مانند فراوری آبجو را می‌آموختند و پسران هم به فراگیری شنا، نجاری، فلزکاری، کشتی‌گیری، کشتیرانی، شکار، تیراندازی و شمشیرزنی می‌پرداختند. پرش، آزمون بدنی ارزشمندی بود. برخی از نروژی‌ها می‌توانستند با جوشن و کلاه خود از بلندایی بیشتر از از درازای خویش بپرند یا تا چندین کیلومتر را شنا کنند برخی می‌توانستند بر تیزروترین اسب‌ها پیشی بگیرند. بسیاری از کودکان خواندن و نوشتن می‌آموختند. برخی برای پزشکی یا قضاوت آموزش داده می‌شدند. زن و مرد هر دو به آوازه‌خوانی می‌پرداختند. شمار کمی از زنان و مردان نیز توان نواختن سازهایی مانند چنگ را داشتند چنان‌که در افسانه ادای مهین آمده است گونار، پادشاه نورس می‌توانست با انگشتان پاهایش چنگ بنوازد و به کمک نوای آن مارها را افسون می‌کرد.

### پیوند زناشویی
پیوندهای زناشویی بیشتر به‌دست پدر و مادرها و به سان خرید و فروش انجام می‌گرفت. زن آزاد می‌توانست این‌گونه پیوندها را نپذیرد اما اگر در برابر رای پدر و مادرش می‌ایستاد و همسر کس دیگری می‌شد از خانواده رانده می‌شد و از دارایی پدر چیزی به او نمی‌رسید.

### رده‌های اجتماعی
وایکینگ‌ها جامعه خود را به سه رده دسته‌بندی می‌کردند:
- یارل‌ها (ثروتمندان)
- نوحی‌ها (طراحان، کشاورزان و مهندسان)
- نولی‌ها (بردگان)

آن‌ها به کودکان خود همواره می‌آموختند که رده هر کس فرمانی است از سوی خدایان که تنها بی‌ایمانان باک دگرگون کردن آن را دارند. فرمانروایان را از میان فرزندان شاهان پیشین و سردمداران هر بخش از سرزمین را از میان یارل‌ها برمی‌گزیدند. پا به پای این پذیرش بی‌ریای فرمانروایی پادشاه و همچنین پیامدهای آشکار جنگ و کشاورزی، دموکراسی شایانی در کار بود که به سبب آن زمین‌داران در یک انجمن سران خانواده، انجمن روستا، انجمن استانی، یا یک «انجمن یکپارچه» ملی کار بنیان‌گذاران و دادگران کشور را انجام می‌دادند که از آن به عنوان اولین پارلمان تاریخ بشریت یاد می‌شود که در سال ۹۳۰ میلادی در ایسلند بنا نهاده شد. در این میان، فرمانروا، پیاده‌کننده بنیان‌ها بود نه مردم. دادگری بر پایه بنیان نامه‌ها انجام می‌گرفت و کین‌خواهی یک پدیده ورای بنیان‌ها به‌شمار می‌رفت. خون‌خواهی گاهی نبردهای خونینی را در پی داشت و خون‌بها کم‌تر پرداخت می‌شد که برای بزهکاران جانشین کین‌خواهی می‌شد. مردانی که از هیچ بنیانی پیروی نمی‌کردند و شکست را نمی‌پذیرفتند دریانوردانی بی‌باک بودند که به سردمدارای مردم دست می‌یافتند. آن‌ها از مجازات سنگینی بهره می‌گرفتند تا کسانی را که به سبب نبرد با طبیعت سخت جان شده بودند به پیروی از بنیان‌ها و آرامش وادارند.

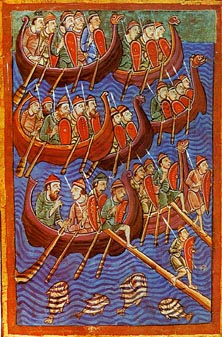
حمله دریایی وایکینگ‌های دانمارکی به انگلستان در سده ۱۲ میلادی

### جنگ‌آوری
در زمان چیرگی وایکینگ‌ها بر اروپا، نویسندگان اروپایی دربارهٔ تندخویی وایکینگ‌ها زیاده روی می‌کردند. با این همه به سبب دشواری‌های زندگی در اسکاندیناوی، نبرد برای زنده ماندن آنچنان بوده است که تنها سرسخت‌ترین کسان می‌توانستند پایدار بمانند و از این رو کین‌خواهی، دشمنی و دزدی دریایی افسارگسیخته‌ای که در دریاها انجام می‌گرفته گونه‌ای باور و نگرش پدیدآورد که بدون درنگریستن به بنیان‌های آیینی سامیان، پایه آن دلاوری و بی‌باکی بود.

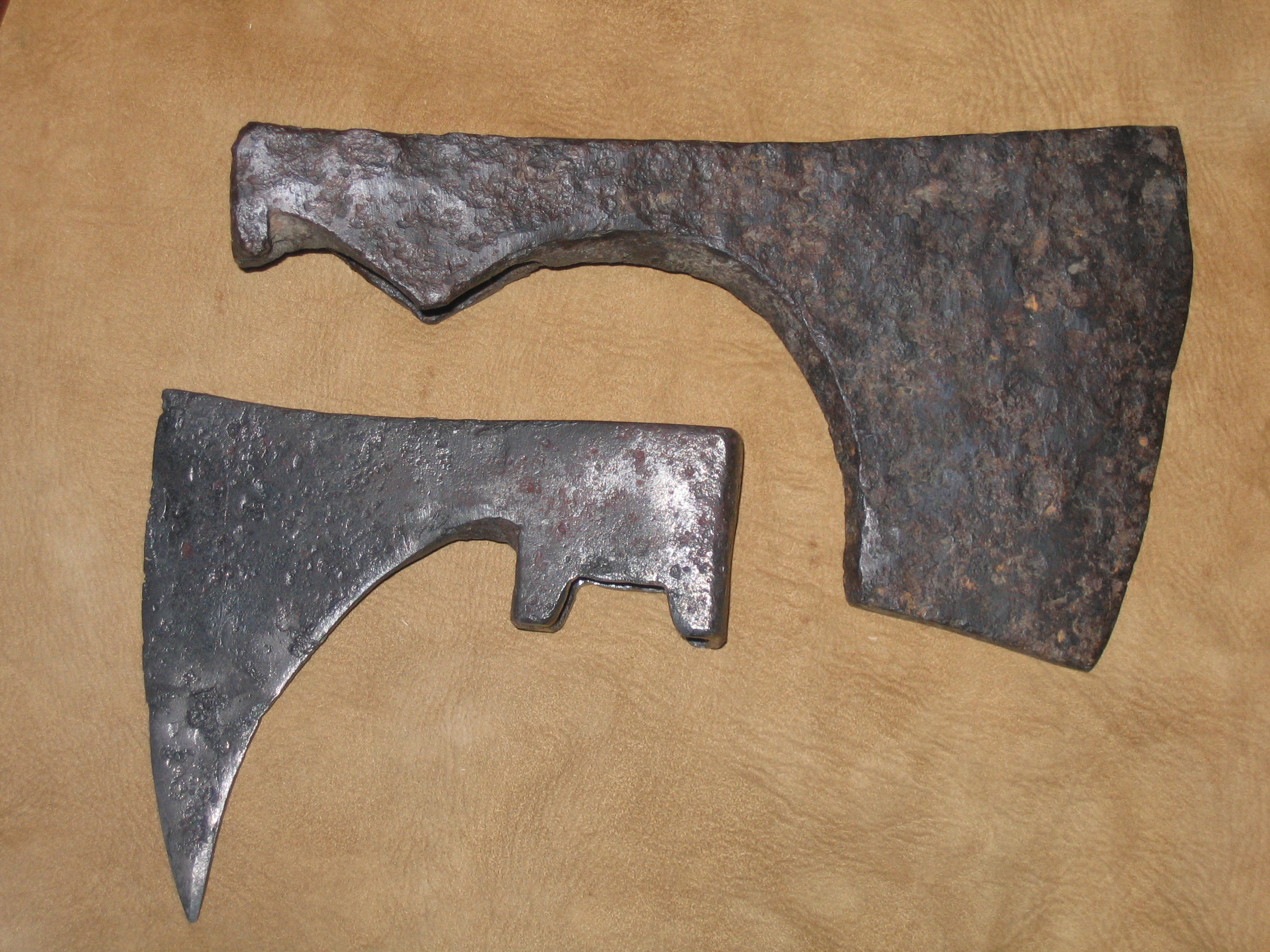
سر تبر جنگی وایکینگ‌ها

پاره‌ای از این مردان در جنگ به چنان سرخوشی می‌رسیدند که از زخمی که برمی‌داشتند به دردی دچار نمی‌شدند. به برخی هنگام نبرد حالتی دست می‌داد به نام «برسرکر» که جنگجو هوشیاری خود را از دست می‌داد و تنها از جنگیدن خشنود می‌شد؛ برسرکرها یا به گفتاری دیگر «خرس جامگان»، پهلوانانی بودند که بدون جوشن پا به کارزار می‌گذاشتند و مانند جانوران زوزه می‌کشیدند و می‌جنگیدند، سپرهای خود را از خشم گاز می‌گرفتند و آنگاه چون نبرد به پایان می‌رسید به سبب کوفتگی و خستگی از هوش می‌رفتند. تنها دلیران به والهالا (جهان پس از مرگ در افسانه‌های اسکاندیناوی) می‌رفتند و هر کس که در راه مردمان خود در میدان جنگ جان می‌داد همه گناهانش بخشیده می‌شد.

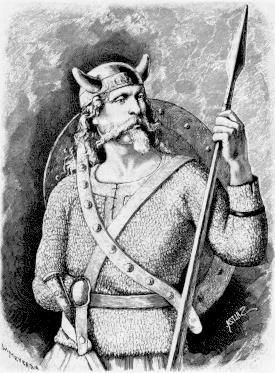
نگاره‌ای از تیر، ایزد پیروزی و جنگ تن‌به‌تن وایکینگ از کارل فردریک فون سالتسا، نقاش سوئدی

این نبردهای جانگداز نه به سان تاراج سپاهیان مسلمان بود و نه به تازش‌های ایلغار مجارها می‌مانست، بلکه تاخت و تاز دسته‌ای از مردان بود که هر گونه سستی‌ای را گناهی نابخشودنی می‌پنداشتند و هر نیرو و توانی را نکویی؛ تشنه زمین، زن، دارایی و نیرومندی بودند و بر این باور بودند که بهره‌مندی از فروزه‌های خدایان تنها از برای نیرومندان است. این مردمان در آغاز مانند دریازنان بودند و در پایان به سان دسته‌هایی از فرمانروایان درآمدند.

### افسانه‌های وایکینگ‌ها
افسانه‌های وایکینگ‌ها همواره جستاری شگفت‌انگیزی بوده است. کهن‌ترین نگاشته‌ای که از این افسانه‌ها به دست ما رسیده است سروده‌های شگفت‌انگیزی هستند که به نادرست آن را «اداً» نامیده‌اند. در سال ۱۶۴۳ میلادی کشیشی در کتابخانه پادشاهی دانمارک به کتابی کهن برخورد که دربرگیرنده پاره‌ای سروده‌های کهن ایسلندی بود و به نادرست آن‌ها را «ادا» ی سایمند خردمند خواند. امروزه بیشتر دانش‌پژوهان بر این باوراند که آن سروده‌ها به سال‌های نامعلومی در میان سده‌های هشتم و دوازدهم میلادی در نروژ، ایسلند، و گرینلند بازمی‌گردند و به دست برخی از شاعران (نوحی‌ها سرایان) ناشناس نوشته شده‌اند. گمان می‌رود که سایمند تنها آن‌ها را گردآوری کرده و خود آن‌ها را نسروده باشد از این رو نام سروده‌ها «ادا» نبوده است.

### سنگ‌های یادبود
وایکینگ‌ها سنگ‌های یادبودی برای جشن گرفتن پیروزی‌های جنگی یا سوگواری دوستان و خویشاوندان کشته شده خود می‌ساختند. روی سنگ‌های بزرگ نگاشته‌های بسیار زیبایی کنده‌کاری می‌شد و در زیر برخی از نگاره‌های کنده‌کاری‌شده نوشته‌هایی به دبیره (خط) رونیک باستان دیده می‌شود. این سنگ‌ها در گذرگاه‌های همگانی، جایی که مردم می‌ایستادند و از آن‌ها سپاسگزاری می‌کردند جای داشتند.

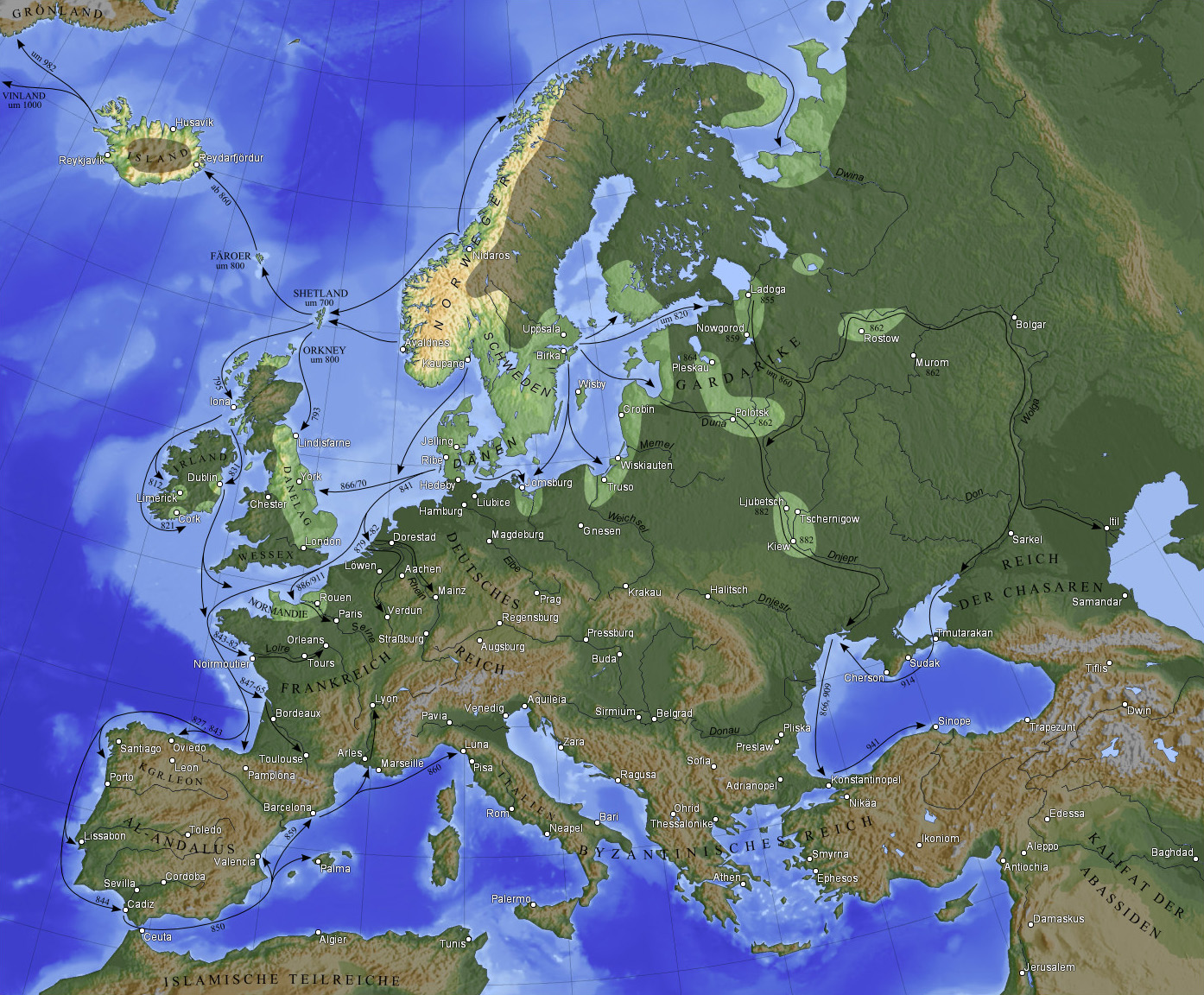
مسیرهای سفر وایکینگ‌ها